# Ngaren (Pedan)
Ngaren is een bestuurslaag in het regentschap Klaten van de provincie Midden-Java, Indonesië. Ngaren telt 2144 inwoners (volkstelling 2010).